# Benjamin Höchstätter
Benjamin Höchstätter (geboren am 6. Januar 1811 in Binswangen; gestorben am 8. Dezember 1888 in Frankfurt am Main) war ein deutscher Rabbiner.

## Leben und Wirken
Höchstätter war der Sohn des Lehrers David Höchstätter. Er besuchte die israelitische Schule seiner Heimatgemeinde, dann das Gymnasium in Augsburg mit Unterricht bei Rabbi Guggenheimer im Vorort Kriegshaber. 1829 wurde er Privatlehrer unter Aufsicht des Ortsrabbiners Isak Hirsch Gunzenhausen. Daneben hörte er Vorlesungen an der Universität München. Nach pädagogischer Prüfung in Augsburg wurde er Israelitischer Religionslehrer in Hürben, 1833 Lehrer und Prediger in Heddernheim und Nassau, am 24. August 1838 in Wiesbaden. Am 15. August 1838 ermächtigte ihn die Regierung, Trauungen vorzunehmen. Er gründete einen Leseverein und inspirierte die Verordnung zur Neuordnung des israelitischen Kultus in Nassau vom 3. Februar 1843. 1843 wurde er in Jena mit der Arbeit Über die „Messianischen Prophezeiungen“ in der Bibel überhaupt und in den Mosaischen Schriften insbesondere promoviert, am 7. Juli 1844 wurde er provisorisch zum Bezirksrabbiner von Wiesbaden ernannt. Im Oktober 1844 wurde er Lehrer und Rabbinatverweser in Bad Schwalbach (Langenschwalbach) und 1848 Bezirksrabbiner. Im selben Jahr gründete er ein israelitisches Lehrerseminar, das er bis 1869 leitete. 1851 wurde das Bezirksrabbinat nach Bad Ems verlegt. 1868 war er Teilnehmer der liberalen Kasseler Rabbiner-Versammlung. 1883 zog er sich in den Ruhestand nach Frankfurt am Main zurück.
1885 folgte ihm Max Kopfstein in das Amt des Bezirksrabbiners in Bad Ems.

## Schriften
- Historisch-moralische Aufsätze für israelitische Religions-Schulen. Schulbuch, 1836.[2]
- Der israelitische Confirmationsact zu Heddernheim. 1837.
- Qol B°chi[Jes 68,19]. Trauerrede zur Stunde der Beisetzung der Hülle Sr. Durchlaucht des höchstseligen Herzogs Wilhelm zu Nassau. Wiesbaden, 1839.
- Über das Handgelöbnis in Civilsachen. IA 1839, S. 282f.
- Eingabe gegen den Judeneid. IA 1841, S. 153–156, 161f, 171f, 179f.
- Mitteilungen aus dem Nassauischen. IA 1841, S. 299f, 308f.
- Über die „Messianischen Prophezeiungen“ in der Bibel überhaupt und in den Mosaischen Schriften insbesondere. Dissertation. Jena, 1843.
- Als Mitarbeiter am Orient (1841–1850), u. a. Ueber die Aussprache und Bedeutung des Tetragrammaton. LDO 1846, S. 233ff.
- Qol Omer Q°ra [Jes 4,6].Hebräische Lesefibel nach der Lautir- und Schreiblese-Methode bearbeitet. Schulbuch, Wiesbaden, 1843.
- Predigt, gehalten zur Einweihung der Synagoge in Rüdesheim. Wiesbaden, 1843.
- Über das Verhältnis der israelitischen Religionslehrer. IVL 1851, S. 252–262.
- Beth EL. Die israelitische Religionsschule. Schulbuch, 1853.
- Die kleine biblisch reine Glaubens- und Pflichtenlehre des Judentums gegenüber dem Un- und Aberglauben, Für israelitische Religionslehrer und Familienväter. Schulbuch, Bad Ems 1862.
  - dazu Religionsphilosophische Erläuterungen. 1864.
  - und Biblische und talmudische Erzählungen. 1865.
- Über die zweckmäßige Einteilung der Sabbat-biblischen Vorlesungen innerhalb eines dreijährigen Cyklus. 1871.
- Zur Versöhnung der positiven Religionen und ihrer Bekenner. 1879.
- Zweistimmige Israelitische Sabbat- und Festlieder für kleinere Synagogengemeinden.
- Beiträge zu:
  - AZJ
  - Orient
  - Israelitischer Volkslehrer
  - Populär-Wissenschaftliche Monatsblätter
  - Rahmers Jüdisches Literaturblatt

## Dokumente
- StA Augsburg, Reg.11.869a, mit Gesuchen vom 3. Dezember 1829 und 3. März 1830 um Aufhebung des wegen unzureichender Ausbildung gegen ihn verhängten Lehrverbots.
- HHStA Wiesbaden, Abt. 211 Nr. 11479, Personalakte über eine Anstellung in Heddernheim, enthält auch die Prüfung durch Rabbiner Abraham Geiger, 1837.
- UA Jena, M 302, Bl. 205–207, 316–342, Promotionsakten mit Dissertation, Publikationen, Vita, Empfehlungsschreiben von I. M. Jost: er hat wohl ein Seminar, nicht aber eine Universität besucht.
- HHStA Wiesbaden, Abt. 211, Nr. 7811, Personalakte aus Wiesbaden, enthält u. a. Aufnahmeurkunde vom 5. August 1838:  Instruction für den israelitischen Religionslehrer des Synagogen-Bezirks Wiesbaden. Rabbinatsdiplome. Am 22. Dezember 1840 verwahren sich die Vorsteher dagegen, dass „Herr Religionslehrer Höchstätter [...] für seine geistlichen Functionen eine Zulage und zwar eine von ihm selbst fixirte fordert, und sich unsrem früheren Rabbiner, Herrn Dr. Geiger, gleichstellt, sich selbst religiöses Oberhaupt nennend. Wir haben ihm bisher, in Ermangelung eines Rabbiners, zu predigen überlassen“.